# 胡一桂
胡一桂（?—?），字廷芳。婺源梅田人。
胡玉斋之长子。好读书，尤精于易学。景定五年（1264年）乡荐礼部不第，遂講學邑中，入元不仕。学者称双湖先生。

## 延伸阅读
[在维基数据编辑]
 《元史·卷189》，出自宋濂《元史》